# Murasaki-Shikibu-Literaturpreis
Der Murasaki-Shikibu-Literaturpreis (jap. 紫式部文学賞, Murasaki Shikibu Bungakushō) wird seit 1991 alljährlich von der Stadt Uji, Präfektur Kyōto und dem Bildungsausschuss der Stadt vergeben. Der Preis wird im Andenken an die mit der Stadt verbundene Schriftstellerin Murasaki Shikibu an Schriftstellerinnen für herausragende literarische Werke und Werke der Literaturwissenschaft verliehen. Die Laureatinnen erhalten eine Bronzemedaille und ein Preisgeld in Höhe von 2 Millionen Yen. Die Bewerbung um den Preis ist auf 1000 Teilnehmerinnen begrenzt. Übersteigt die Anzahl der Bewerberinnen die Teilnahmebegrenzung, dann entscheidet das Los über die Teilnahme. Die Verleihung findet in der Großen Aula des Kulturzentrums in Uji statt.

## Preisträgerinnen
- 1991 Ishimaru Akiko für Shikishi-naishinnō den — Omokage-bito wa Hōnen — (式子内親王伝－面影びとは法然－)
- 1992 Ekuni Kaori für Kirakira hikaru (きらきらひかる)
- 1993 Ishimure Michiko für Izayoi bashi (十六夜橋)
- 1994 Iwasaka Keiko für Yodogawa ni chikai machi kara (淀川に近い町から)
- 1995 Yoshimoto Banana für Amurita (アムリタ)
- 1996 Tanaka Sumie für Otto no shimatsu (夫の始末)
- 1997 Murata Kiyoko für Kanionna (蟹女)
- 1998 Saitō Fumi für Saitō Fumi zenkashū (齋藤史全歌集)
- 1999 Kawakami Hiromi für Kamisama (神様)
- 2000 Saegusa Kazuko für Kusuko no miyako (薬子の京)
- 2001 Tomioka Taeko für Shakuchōku nōto (釋迢空ノート)
- 2002 Kawano Yueko für Aruku (歩く)
- 2003 Ōba Minako für Urayasu uta nikki (浦安うた日記)
- 2004 Tawara Machi für Aisuru Genji monogatari (愛する源氏物語)
- 2005 Tsushima Yūko für Nara repōto (ナラ・レポート)
- 2006 Nashiki Kaho für Numachi no aru mori o nukete (沼地のある森を抜けて)
- 2007 Baba Akiko für Uta setsuwa no sekai (歌説話の世界)
- 2008 Itō Hiromi für Togenuki — Shin Sugamo jizō engi (とげ抜き 新巣鴨地蔵縁起)
- 2009 Kirino Natsuo für Joshinki (女神記)
- 2010 Kawakami Mieko für Heaven (ヘヴン, hevun)
- 2011 Tawada Yōko für Nisō to kyūppido no yumi (尼僧とキューピッドの弓)
- 2012 Iwahashi Kunie für Hyōden Nogami Yaeko — Meiro o nukete mori e (評伝　野上彌生子−迷路を抜けて森へ)
- 2013 Akasaka Mari für Tōykō Prison (東京プリズン, ~ purizun)
- 2014 Mori Mayumi für Seitō no bōken — Onna ga atsumatte zasshi o tsukuru to iu koto (『青鞜』の冒険　女が集まって雑誌をつくるということ)
- 2015 Satō Aiko für Banshō (晩鐘)
- 2016 Hirata Toshiko für Zaregoto no jiyū (戯れ言の自由)
- 2017 Tsumura Kikuko für Fuyūrei Brazil (浮遊霊ブラジル, ~ Burajiru)
- 2018 Mizuhara Shion für Epistole (えぴすとれー, Episutorē)
- 2019 Yamasaki Kayoko für Pan to noichigo — Senka no Serbia, shokumotsu no kioku (パンと野いちご　戦火のセルビア、食物の記憶, ~ Serubia ~)
- 2020 Nakajima Kyōko für Yumemiru teikoku toshokan (夢見る帝国図書館)
- 2021 Kuroda Natsuko für Kumikyoku — Wasurekōji (組曲　わすれこうじ)
- 2022 Nagura Yuri für Yūgure ni yoake no uta o — Bungaku o sagashite Russia ni iku (夕暮れに夜明けの歌を　文学を探しにロシアに行く~ Roshia ~)
- 2023 Kadono Eiko für Iko toraberingu 1948– (イコ  トラベリング  1948ー)
- 2024 Minagawa Hiroko für Fūhaizu WIND ROSE (風配図 WIND ROSE)

## Auswahlkomitee
- 1991–2005: Umehara Takeshi, Tada Michitarō, Tanabe Seiko, Setōchi Jakuchō
- 2006–2007: Umehara Takeshi, Kawakami Hiromi, Takeda Seiji, Tada Michitarō, Murata Kiyoko
- seit 2008: da Tada Michitarō am 2. Dezember 2007 verstarb, übernahm Suzuki Tadami dessen Position.